# Les Diamants
Les Diamants fue una banda de Estonia de garage punk formada en el año del 2004 en Tallin. La banda se separó en el año del 2006 con solo sacar un álbum de estudio. La mayoría de sus integrantes se trasladaron a otros grupos.
Su único éxito del grupo fue el sencillo "Hello Mr. Spencer".

## Integrantes

### Exintegrantes
- Hannele Turu - vocal
- Mart Niineste - guitarra
- Sven Oeselg - bajo
- Oliver Koit - batería

## Discografía

### Álbumes de estudio
- 2005: "Fortune Fools"